# 會計師

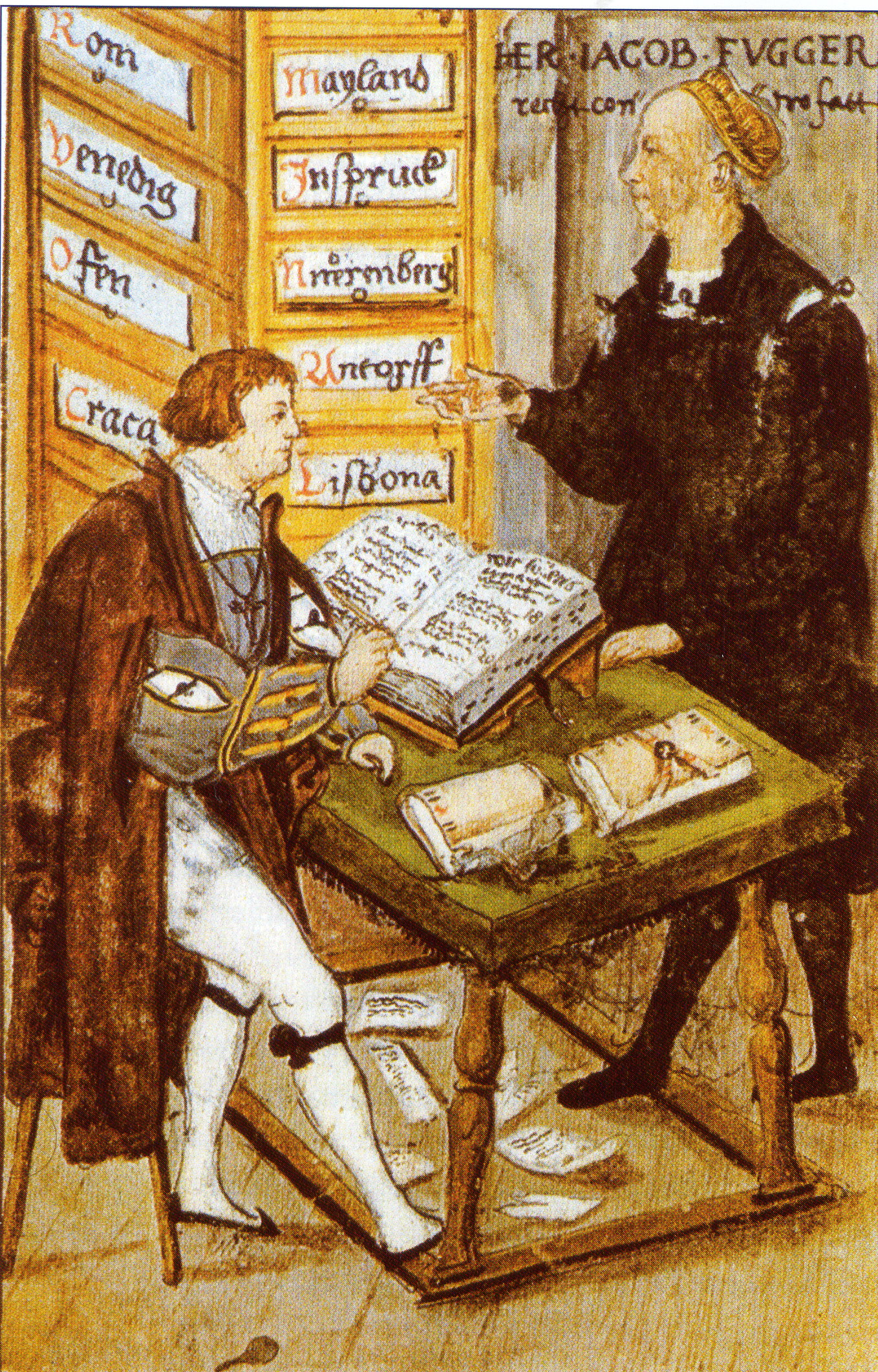
1517年會計師油畫

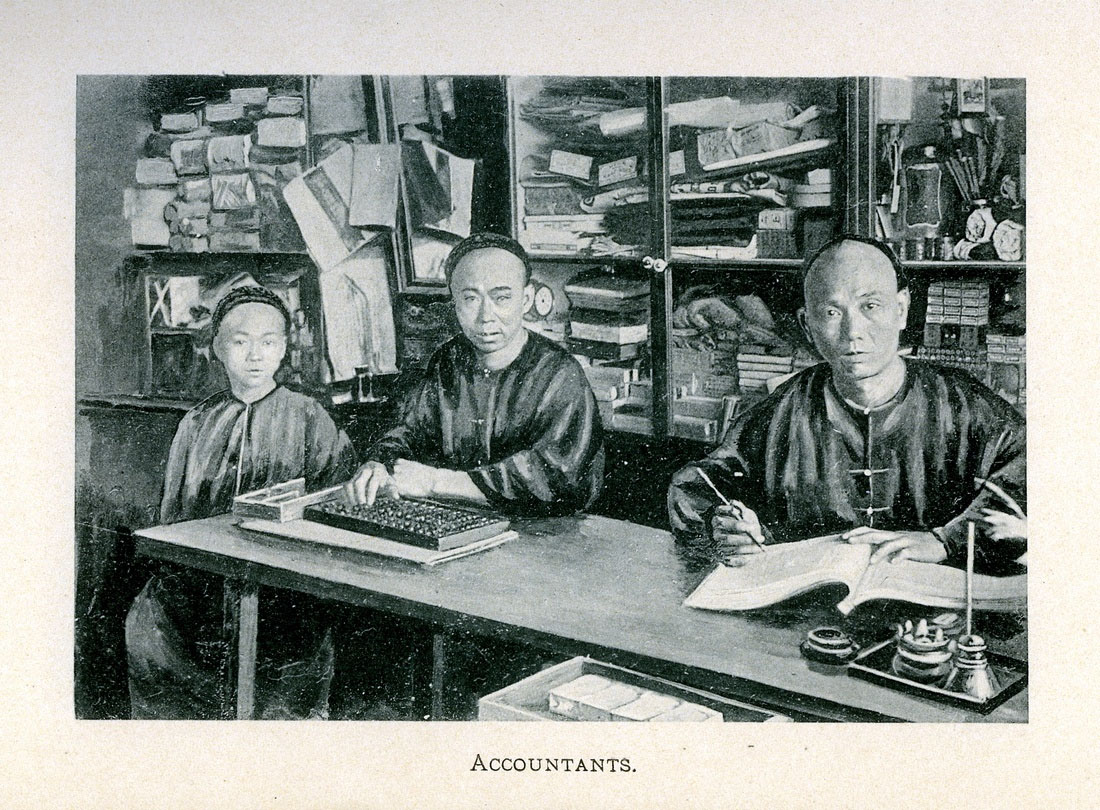
清朝的記帳掌櫃

會計師，提供會計服務的職業，其工作範疇包括財務、成本、審計、稅務策劃、投資分析及管理等。

## 歷史
在中國大陸，1949年前，註冊會計師的名稱是「會計師」。文革前後，會計師絕跡。直到1980年代，社會主義市場經濟推行，獨立審計等會計行業再出現。由於當時中國已經有一種會計幹部職稱制度，並使用了「會計師」的職稱。 所以，原有的“會計師”改稱為「註冊會計師」。目前已知中國大陸、港澳地區以及臺灣等有明確規定外，其他地方則尚待考證。詳細請參看各地的相關法律或/及相關會計師組織的資料。

## 名銜
各地、各會計師（規管）組織的會計師名銜並不一致，詳列如下：
- 中華民國：
  - 中華民國(台灣)會計師公會全國聯合會（Republic of China (Taiwan) Certified Public Accountant）= 會計師（Certified Public Accountant或簡稱CPA）／ 台灣會計師公會執業會員[1]
- 中華人民共和國：
  - 中國注册会计师协会（The Chinese  Institute of Certified Public Accountants）=  註冊會計師（Certified Public Accountant或簡稱CPA）／ 中國註冊會計師協會會員
  - 香港特別行政區：
    - 香港會計師公會（HKICPA）= 會計師（certified public accountant或簡稱CPA）／ 香港會計師公會會員

  - 澳門特別行政區：
    - 會計師專業委員會 = 會計師 （Certified Accountant）、執業會計師（Certified Public Accountant或簡稱CPA）[2]

- 美國：
  - 美國會計師公會（AICPA）= 美國註冊會計師（Certified Public Accountant或簡稱CPA）／ 美國會計師公會會員（簡稱AICPA）
  - 美國管理會計師協會（IMA） = 美國註冊管理會計師（Certified Management Accountant或簡稱CMA(US)）

- 英國／愛爾蘭共和國：
  - 特许公认会计师公会（ACCA）= 特許公認會計師（Chartered Certified Accountant或簡稱ACCA）／特許公認會計師公會會員
  - 英國註冊財務會計師公會（IFA）= 英國註冊財務會計師（Incorporated Financial Accountant 或簡稱 IFA)／英國註冊財務會計師公會會員
  - 英格蘭及威爾斯特許會計師協會（ICAEW）= 英格蘭及威爾斯特許會計師（Associate Chartered Accountant或簡稱ACA）／英格蘭及威爾斯特許會計師協會會員
  - 蘇格蘭特許會計師協會（ICAS）= 蘇格蘭特許會計師（Chartered Accountant或簡稱CA）／蘇格蘭特許會計師協會會員
  - 英国皇家特许管理会计师公会（CIMA）= 英國特許管理會計師（Chartered Management Accountant或簡稱ACMA）／英國特許管理會計師公會會員
  - 英國特許公共財務會計師公會（CIPFA）= 英國特許公共財務會計師（Chartered Public Financial Accountant或簡稱CPFA）／英國特許公共財務會計師公會會員
  - 英國國際會計師公會（AIA） = 英國國際會計師（International Accountant或簡稱AAIA）／英國國際會計師公會會員
  - 愛爾蘭特許會計師協會（CA Ireland）= 愛爾蘭特許會計師（Chartered Accountant或簡稱CA）／愛爾蘭特許會計師協會會員
  - 愛爾蘭註冊會計師公會（CPA lreland）= 愛爾蘭註冊會計師（Certified Public Accountant或簡稱CPA）／愛爾蘭註冊會計師公會會員

- 加拿大：
  - 加拿大特許會計師協會（CICA）= 加拿大特許會計師（Chartered Accountant或簡稱CA）／加拿大特許會計師協會會員
  - 加拿大註冊管理會計師協會（CMA Canada）= 加拿大註冊管理會計師（Certified Management Accountant或簡稱CMA）／加拿大註冊管理會計師協會會員
  - 加拿大注册会计师协会（CGA Canada）= 加拿大註冊會計師（Certified General Accountant或簡稱CGA）／加拿大註冊會計師公會會員

- 新加坡：
  - 新加坡特許會計師公會（ISCA）= 新加坡特許會計師（Chartered Accountant或簡稱CA）／新加坡特許會計師公會會員

- 馬來西亞：
  - 馬來西亞會計師公會（MIA）= 馬來西亞特許會計師（Chartered Accountant或簡稱CA）／馬來西亞會計師公會會員

- 澳洲／新西蘭：
  - 澳新特許會計師公會（CA ANZ）= 澳新特許會計師（Chartered Accountant或簡稱CA）／澳新特許會計師公會會員
  - 澳洲會計師公會（CPA Australia） =  澳洲執業會計師（Certified Practising Accountant或簡稱CPA）／澳洲會計師公會會員
  - 澳洲公共會計師公會（Institute of Public Accountants） = 澳洲公共會計師（Public Accountant或簡稱MIPA)／澳洲公共會計師公會會員
  - 澳洲管理會計師協會（CMA Australia） = 澳洲註冊管理會計師（Certified Management Accountant或簡稱CMA（Aust）

- 南非：
  - 南非特許會計師協會(SAICA) =南非特許會計師（Chartered Accountant或簡稱CA（SA））
  - 南非會計師公會(SAIPA) =南非註冊會計師（Certified Public Accountant或簡稱CPA）

- 津巴布韋：
  - 　津巴布韋特許會計師公會　(ICAZ) = 津巴布韋特許會計師（Chartered Accountant或簡稱CA）

- 特立尼達和多巴哥：
  - 　特立尼達和多巴哥特許會計師公會　(ICATT) = 特立尼達和多巴哥特許會計師（Chartered Accountant或簡稱CA）

- 巴巴多斯：
  - 　巴巴多斯特許會計師公會　(ICAB) = 巴巴多斯特許會計師（Chartered Accountant或簡稱CA）

- 巴哈馬：
  - 　巴哈馬特許會計師公會　(BICA) = 巴哈馬特許會計師（Chartered Accountant或簡稱CA）

- 韓國：
  - 　韓國公認會計士協會　(KICPA) = 韓國公認會計士（Certified Public Accountant或簡稱CPA）

- 日本：
  - 　日本公認會計士協會　(JICPA) = 日本公認會計士（Certified Public Accountant或簡稱CPA）

- 印度：
  - 　印度特許會計師公會　(ICAI) = 印度特許會計師（Chartered Accountant或簡稱CA）

- 巴基斯坦：
  - 　巴基斯坦特許會計師公會　(ICAP) = 巴基斯坦特許會計師（Chartered Accountant或簡稱CA）